# Fritz Machlup

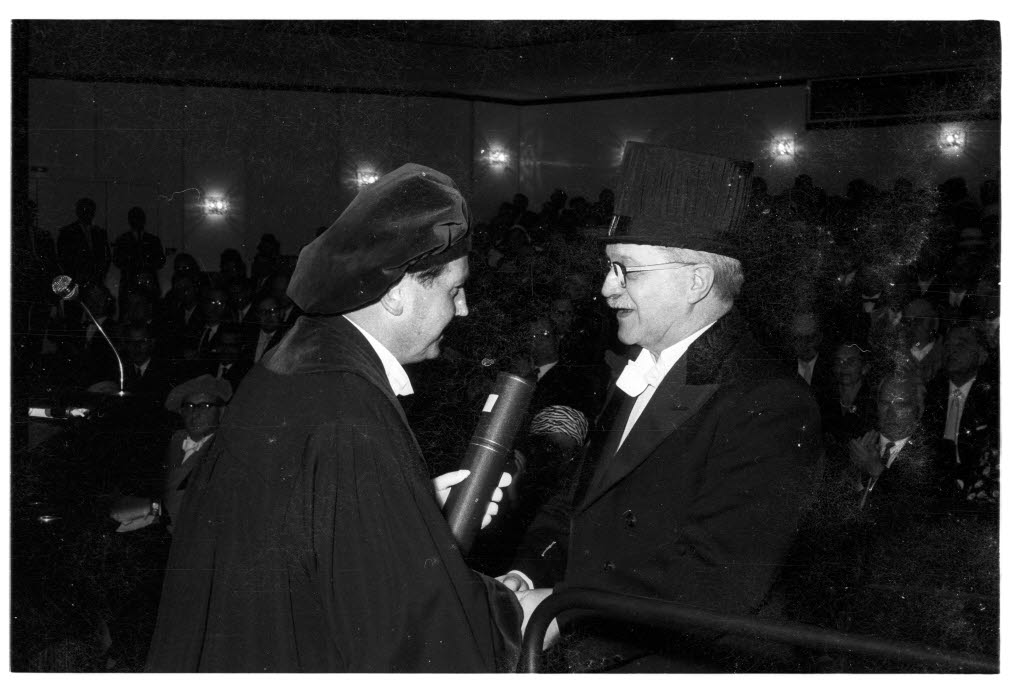
Fritz Machlup (re.) bei der Verleihung der Ehrendoktorwürde durch die CAU Kiel (1965)

Friedrich Eduard Machlup (bis 1940: Machlup-Wolf, * 15. Dezember 1902 in Wiener Neustadt, Österreich-Ungarn; † 30. Januar 1983 in Princeton, New Jersey) war ein austroamerikanischer Nationalökonom. Er war einer der ersten Ökonomen, der die Bedeutung von Wissen als wirtschaftliche Ressource theoretisch beschrieb.

## Leben
Fritz Machlup wurde 1902 als Sohn eines Kartonagenfabrikanten geboren; seine Mutter Cécile Machlup war eine angesehene Fotografin. Ab 1920 studierte er u. a. bei Friedrich von Wieser und Ludwig von Mises an der Universität Wien Volkswirtschaft. Bereits 1923 wurde er aufgrund einer währungstheoretischen Untersuchung über das Gold promoviert. Machlup erhielt 1933 ein Rockefeller-Stipendium für die USA und nahm 1935 eine Professur an der Universität von Buffalo an. Nach dem Anschluss Österreichs an das Deutsche Reich wanderte er in die USA aus und nahm 1940 die US-amerikanische Staatsbürgerschaft an.
Er unterrichtete an der University of Buffalo (1935–47), der Johns Hopkins University in Baltimore (1947–59) und der Princeton University (1960–83). Im Jahr 1966 stand Machlup der American Economic Association als gewählter Präsident vor.

## Werk
Als Machlups Hauptwerk gilt das 1962 erschienene Buch The Production and Distribution of Knowledge in the United States. Mit seinen Theorien über Wissen als ökonomische Ressource und seiner analytischen Untersuchung von Strukturen zur Wissensverteilung war er maßgeblich an der Entwicklung der Informationsökonomik beteiligt. Er half wesentlich mit, das Konzept der Informationsgesellschaft zu popularisieren.
Machlup legte auch eine umfangreiche Untersuchung der Frage vor, ob es aus wirtschaftswissenschaftlicher Sicht sinnvoll ist, Erfindungen durch Patente zu schützen.

## Auszeichnungen
- 1961: Mitglied der American Academy of Arts and Sciences
- 1963: Mitglied der American Philosophical Society[5]
- 1974: Bernhard-Harms-Preis des Instituts für Weltwirtschaft Kiel[6]
- 1978: Großes Silbernes Ehrenzeichen mit dem Stern für Verdienste um die Republik Österreich[7]

## Schriften (Auswahl)
- Die Goldkernwährung. Eine währungsgeschichtliche und währungstheoretische Untersuchung, Meyer, Halberstadt 1925.
- Die neuen Währungen in Europa, Enke, Stuttgart 1927.
- Börsenkredit, Industriekredit und Kapitalbildung, Springer, Wien 1931.
- Führer durch die Krisenpolitik, Springer, Wien 1934.
- The basing-point system. An economic analysis of a controversial pricing practice, Blakiston, Philadelphia 1949.
- The economics of sellers' competition. Model analysis of sellers' conduct, Johns Hopkins Press, Philadelphia 1952 (deutsche Ausgabe u.d.T. Wettbewerb im Verkauf. Modellanalyse des Anbieterverhaltens, Göttingen 1966).
- The political economy of monopoly. Business, labor and government policies, Johns Hopkins Press, Philadelphia 1952.
- The production and distribution of knowledge in the United States, Princeton University Press, Princeton 1962.
- Die wirtschaftlichen Grundlagen des Patentrechts, Verlag Chemie, Weinheim 1962.
- Essays on economic semantics, Prentice Hall, Englewood Cliffs 1963.
- International payments, debts, and gold. Collected essays, Scribner, New York 1964.
- Involuntary foreign lending, Almqvist & Wiksell, Stockholm 1965.
- Remaking the international monetary system. The Rio Agreement and beyond, Hopkins, Baltimore 1968.
- The Alignment of foreign exchange rates. The first Horowitz lectures, Praeger, New York 1972.
- Selected economic writings, New York University Press, New York 1976, ISBN 0-8147-7771-6.
- A history of thought on economic integration, Macmillan, London 1977, ISBN 0-333-21344-0.
- Würdigung der Werke von Friedrich A. von Hayek, Mohr, Tübingen 1977, ISBN 3-16-339421-3.
- Methodology of economics and other social sciences, Academic Press, New York 1978, ISBN 0-12-464550-X.
- Knowledge. Its creation, distribution, and economic significance, 3 Bände, Princeton University Press, Princeton 1980–1984.
- Wirtschaftspublizistische Beiträge in kritischer Zeit (1931–1934), Metropolis-Verlag, Marburg 2005, ISBN 3-89518-525-6.